# 青春の輝き (映画)
『青春の輝き』（せいしゅんのかがやき 原題: School Ties）は、1992年制作のアメリカ映画。
1950年代のニューイングランドの名門校を舞台に、アメリカン・フットボール奨学金で入学した主人公と級友たちが繰り広げる青春ドラマ。
ブレンダン・フレイザー、マット・デイモン、クリス・オドネル、コール・ハウザー、ベン・アフレックと、後に大スターとなる若手俳優が多数出演している。

## あらすじ
1955年、ニューイングランドの名門校にペンシルベニア州からデヴィッド・グリーンがアメリカンフットボール奨学金で編入してきた。
彼はすぐにルームメイトやチームの仲間たちとも打ち解け、試合でも活躍するなどして注目を集めるが自らの出自は隠していた。しかし、ある日、ユダヤ人である事が校内に知れ渡ってしまい、さらにテストでのカンニングの疑いをかけられ、退学の危機に陥ってしまう。

## キャスト
※括弧内は日本語吹替
- デヴィッド・グリーン - ブレンダン・フレイザー（山寺宏一）
- チャーリー・ディロン - マット・デイモン（鳥海勝美）
- クリス・リース - クリス・オドネル（真殿光昭）
- リップ・ヴァン・ケルト - ランダル・バティンコフ（宮本充）
- ジャック・コナーズ - コール・ハウザー（高宮俊介）
- チェスティ・スミス - ベン・アフレック（菊地毅）
- リチャード・コリンズ - アンソニー・ラップ（梅津秀行）
- マクギヴァン - アンドリュー・ロウリー（後藤敦）
- サリー・ウィーラー - エイミー・ロケイン（井上喜久子）
- バートラム - ピーター・ドゥナット
- クリアリー - ジェリコ・イヴァネク（納谷六朗）
- マクデヴィット - ケヴィン・タイ（島香裕）
- ギーラッシュ - マイケル・ヒギンズ
- アラン・グリーン - エド・ローター